# هاري بويلز
هاري بويلز (بالإنجليزية: Harry Boyles)‏ هو لاعب كرة قاعدة أمريكي، ولد في 29 نوفمبر 1911 في غرانيت سيتي في الولايات المتحدة، وتوفي في 7 يناير 2005 في ماكالين في الولايات المتحدة.

## وصلات خارجية
- هاري بويلز على موقعبيزبول رفرنس.كوم (الدوري الرئيسي) (الإنجليزية)